# Paulistana (Piauí)
Paulistana é um município brasileiro, do estado do Piauí, distante 467 km de sua capital, Teresina. Sua fundação oficial foi em 15 de dezembro de 1938. Originou-se da antiga povoação de Paulista, que depois se tornou uma freguesia (1883) e foi elevada à categoria de vila autônoma, em 1885, com o nome de Villa de Paulista. O desenvolvimento da região começou no Século XVIII, com a criação do Arraial de Paulistas e a instalação da "Fazenda do Paulista", que pertencia ao fidalgo português Dom Valério Coelho Rodrigues.
Localizada no Alto Médio Canindé do sudeste piauiense, a cidade é cortada pela BR-407 (Rodovia que faz a ligação entre o Piauí, Pernambuco e Bahia) e fica a uma distância de 174 km de Petrolina. O município mais próximo é Acauã, distante cerca de 12 km.
Sua área é de 1.752 km² representando 0,69% do estado, 0,11% da região e 0,02% de todo o território brasileiro.
Sua população estimada em 2022 foi de 21.055, segundo o IBGE. Cerca de 53,9%  da população concentra-se na área urbana do município. A cidade possui um médio IDH-M (0,605).

## História

### Origem do nome do município
Na origem, o lugar foi chamado de fazenda Paulista, como forma de homenagear a Província de São Paulo, que serviu de berço à família paterna da esposa de Dom Valério Coelho Rodrigues, Dona Domiciana Vieira de Carvalho, filha do paulista Hilário Vieira de Carvalho e neta do casal José Vieira de Carvalho e Maria Freire da Silva, fundadores do Arraial de Paulistas no sudeste do Piauí.
O  historiador Reginaldo Miranda da Silva esclarece que a atual cidade de Paulistana foi originária do Arraial de Paulistas fundado pela família paterna de Dona Domiciana Vieira de Carvalho.

### Construção de uma Capela e a Igreja Matriz de Paulistana
Em meados do Século XVIII, por incentivo do português e desbravador do sertão do sudeste piauiense, Valério Coelho Rodrigues, foi construída um capela, na povoação de Paulista, na ocasião pertencente a Oeiras.
Em virtude do crescente desenvolvimento da povoação de Paulista, foi instituído um Juizado de Paz em 1829, e, em 1883, foi criada a Paróquia de Nossa Senhora dos Humildes, Padroeira da Cidade (resolução provincial nº 1078, de 13-07-1883). Mas, a antiga Vila Paulista somente foi provida canonicamente no dia 14 de agosto de 1888.
Os restos mortais do casal, Valério Coelho Rodrigues e Domiciana Vieira de Carvalho estão enterrados na Igreja Matriz de Nossa Senhora dos Humildes, em Paulistana.

### Ordem estadual Valério Coelho Rodrigues
O ex-Governador do Piauí, Wilson Martins, instituiu a Ordem Estadual Valério Coelho Rodrigues, pelo Decreto nº 15.311, de 19 de agosto de 2013, com a finalidade de agraciar cidadãos que se destacam por serviços de excepcional relevância prestados ao Estado.
O nome da ordem foi uma forma de homenagear Valério Coelho Rodrigues, filho de Domingos Coelho e Águeda Rodrigues, nascido em 03 de setembro de 1713, na freguesia de Paço de Sousa, Distrito do Porto, em Portugal.
A data escolhida para o Estado do Piauí realizar as condecorações aos cidadãos homenageados foi o dia do aniversário de Valério Coelho Rodrigues. As nomeações para receber as medalhas são feitas por decreto do Governador, na qualidade de Grão-mestre, e as condecorações ocorrem em solenidades realizadas no dia 03 de setembro de cada ano, conforme disciplina o Decreto instituidor.
Conhecido como Patriarca do Sertão brasileiro, o homenageado fixou domicílio na fazenda Paulista, atualmente município de Paulistana, e foi um personagem importante no processo de colonização portuguesa no Piauí, por ter sido um dos desbravadores do interior do Estado ao longo do Século XVIII, tendo firmado importantes raízes históricas e sociais na Região.
Valério Coelho Rodrigues atuou como político, sendo eleito de pelouros diversas vezes para o senado da câmara de Oeiras. Entre 1754 e 1756, ele também ocupou o cargo de Juiz ordinário na antiga capital da Capitania do Piauí. Em 1769, exerceu novamente o cargo de juiz ordinário de Oeiras. Em seguida, até o ano de 1771, ocupou os cargos reunidos de ouvidor-geral, provedor-mor da real fazenda e dos defuntos e ausentes, capelas e resíduos da capitania, tendo sido indicado para mestre-de-campo do terço de infantaria militar e auxiliar da guarnição do Piauí.

## Raízes genealógicas de Paulistana
A união das famílias pioneiras na colonização do sertão piauiense, na primeira metade do Século XVIII, em virtude do casamento de Hilário Vieira de Carvalho (nascido em São Paulo, filho do casal José Vieira de Carvalho e Maria Freire da Silva) com Maria do Rego Monteiro (filha do casal Manoel do Rego Monteiro e  Maria da Encarnação), e, posteriormente, com o  enlace matrimonial de sua filha, Domiciana Vieira de Carvalho com o português Valério Coelho Rodrigues, possibilitaram a geração de uma rede familiar com muitos descendentes na Região Nordeste do Brasil com raízes genealógicas de Paulistana, estado do Piauí.  
|  |  |  |  |                          |                          | Maria do Rego Monteiro   | Maria do Rego Monteiro   | Maria do Rego Monteiro   | Maria do Rego Monteiro   | Maria do Rego Monteiro | Maria do Rego Monteiro |                              |                              |                              |                              |                              |                              | Hilário Vieira de Carvalho | Hilário Vieira de Carvalho | Hilário Vieira de Carvalho | Hilário Vieira de Carvalho | Hilário Vieira de Carvalho | Hilário Vieira de Carvalho |               |               |
|  |  |  |  |                          |                          | Maria do Rego Monteiro   | Maria do Rego Monteiro   | Maria do Rego Monteiro   | Maria do Rego Monteiro   | Maria do Rego Monteiro | Maria do Rego Monteiro |                              |                              |                              |                              |                              |                              | Hilário Vieira de Carvalho | Hilário Vieira de Carvalho | Hilário Vieira de Carvalho | Hilário Vieira de Carvalho | Hilário Vieira de Carvalho | Hilário Vieira de Carvalho |               |               |
|  |  |  |  |                          |                          |                          |                          |                          |                          |                        |                        |                              |                              |                              |                              |                              |                              |                            |                            |                            |                            |                            |                            |               |               |
|  |  |  |  |                          |                          |                          |                          |                          |                          |                        |                        |                              |                              |                              |                              |                              |                              |                            |                            |                            |                            |                            |                            |               |               |
|  |  |  |  | Valério Coelho Rodrigues | Valério Coelho Rodrigues | Valério Coelho Rodrigues | Valério Coelho Rodrigues | Valério Coelho Rodrigues | Valério Coelho Rodrigues |                        |                        | Domiciana Vieira de Carvalho | Domiciana Vieira de Carvalho | Domiciana Vieira de Carvalho | Domiciana Vieira de Carvalho | Domiciana Vieira de Carvalho | Domiciana Vieira de Carvalho |                            |                            | (+ 16 filhos)              | (+ 16 filhos)              | (+ 16 filhos)              | (+ 16 filhos)              | (+ 16 filhos) | (+ 16 filhos) |
|  |  |  |  | Valério Coelho Rodrigues | Valério Coelho Rodrigues | Valério Coelho Rodrigues | Valério Coelho Rodrigues | Valério Coelho Rodrigues | Valério Coelho Rodrigues |                        |                        | Domiciana Vieira de Carvalho | Domiciana Vieira de Carvalho | Domiciana Vieira de Carvalho | Domiciana Vieira de Carvalho | Domiciana Vieira de Carvalho | Domiciana Vieira de Carvalho |                            |                            | (+ 16 filhos)              | (+ 16 filhos)              | (+ 16 filhos)              | (+ 16 filhos)              | (+ 16 filhos) | (+ 16 filhos) |
|  |  |  |  |                          |                          |                          |                          |                          |                          |                        |                        |                              |                              |                              |                              |                              |                              |                            |                            |                            |                            |                            |                            |               |               |
|  |  |  |  |                          |                          |                          |                          | (16 filhos)              |                          |                        |                        |                              |                              |                              |                              |                              |                              |                            |                            |                            |                            |                            |                            |               |               |

Valério Coelho Rodrigues e sua esposa Domiciana Vieira de Carvalho tiveram dezesseis filhos, sendo oito homens e oito mulheres:
1. Anna Rodrigues de Santana, casada com o português Manuel de Sousa Martins, pais de Manuel de Sousa Martins (o segundo do nome) e hexavós do ex-Presidente da República José Sarney;
2. Maria Rodrigues de Santana, casada com Marcos Francisco de Araújo Costa, pais de Inácio Francisco de Araújo Costa e do educador Padre Marcos de Araújo Costa;
3. Valério Coelho Rodrigues Filho, casado com Antônia da Silva Vieira;
4. José Rodrigues Coelho, casado com Cristina Maria de Jesus;
5. Estêvão Coelho Rodrigues, casado com Mariana de Sousa;
6. Lourenço Rodrigues Coelho, casado duas vezes, sendo a primeira com Ana Maria de Jesus e a segunda com Antônia Benício;
7. Manoel Rodrigues Coelho, casado com Maria Aldonça Micaela Freire de Andrade;
8. Ignácio Coelho Rodrigues, casado com Ângela de Sousa;
9. Águeda Rodrigues de Santana, casada com Dionísio da Costa Veloso;
10. Teresa Rodrigues de Santana, casada com João Barbosa de Carvalho;
11. Josefa Rodrigues de Santana, casada com Martinho Lopes dos Reis;
12. Gertrudes Rodrigues de Santana, casada com João Ferreira de Carvalho;
13. Domiciana Rodrigues de Santana, casada com Francisco Machado de Sousa;
14. Florêncio Coelho Rodrigues, casado com Joana Calista;
15. Dionísia Rodrigues de Santana, casada com José da Costa Mauriz; e
16. Teobaldo Coelho Rodrigues, jesuíta leigo, faleceu solteiro.
Os filhos do casal Valério e Domiciana continuaram a tradição de união de famílias patriarcas e multiplicação de descendentes, contribuindo com a formação genealógica de muitas gerações do sertão do Nordeste.  
Por isso, há muitos nordestinos com alguma raiz genealógica de Paulistana, estado do Piauí, descendentes de filhos do casal Valério Coelho Rodrigues e Domiciana Vieira de Carvalho. 

### Reconhecimento legal de Utilidade Pública da ADVC
O estado do Piauí reconheceu de Utilidade Pública estadual a Associação dos Descendentes de Valério Coelho – ADVC, pela Lei Estadual nº 8.147, de 14 de setembro de 2023 (publicada no Diário Oficial do Estado do Piauí em 03/10/2023), com sede em Paulistana, estado do Piauí, criada em 1 de janeiro de 2021, com a finalidade de preservar a memória de Valério Coelho Rodrigues, seus demais antepassados e congregar os seus descendentes.

## Personalidades com raízes genealógicas de Paulistana
| Nome e profissão ou atuação | Raízes genealógicas e ligação com Paulistana |
| Álvaro de Assis Osório Mendes - foi senador da República (1900-1904) e governador do Piauí (1904 a 1907). | Trineto de Manuel de Sousa Martins (primeiro do nome) e Anna Rodrigues de Santana, sendo, portanto, tetraneto de Domiciana Vieira de Carvalho e Valério Coelho Rodrigues. |
| Antônio Coelho Rodrigues - foi professor e um dos mais relevantes juristas do Brasil. Autor de um dos anteprojetos que precederam o Código Civil brasileiro de 1916 e responsável pela redação da Lei instituidora do casamento civil (Decreto n.º 181, de 24 de janeiro de 1890). Exerceu os cargos políticos de conselheiro do Império, deputado geral (1869-1872 e 1878-1886), senador do Brasil (1893-1896) e prefeito do então Distrito Federal (1900), na Primeira República Brasileira. | Seu avô, Manoel Rodrigues Coelho, nasceu em Paulistana (1767). Na infância, Antônio Coelho Rodrigues morou na casa dos seus bisavós, Domiciana Vieira de Carvalho e Valério Coelho Rodrigues, na Fazenda do Paulista, hoje cidade de Paulistana, onde teve a oportunidade de aprofundar os estudos de língua portuguesa e aritmética, bem como de iniciar as primeiras lições de francês, latim e filosofia, aprendendo os ensinamentos do professor padre Joaquim Damasceno Rodrigues, que era também seu primo. |
| Antônio de Sousa Martins - foi procurador-geral da República e ministro do Supremo Tribunal Federal. | Filho de Manuel de Sousa Martins (o segundo do nome), neto de Anna Rodrigues de Santana e bisneto de Valério Coelho Rodrigues e Domiciana Vieira de Carvalho. |
| Antônio de Sousa Mendes Júnior - foi Ministro do Supremo Tribunal Federal (1891 a 1892) | Bisneto de Anna Rodrigues de Santana e trineto de Valério Coelho Rodrigues e Domiciana Vieira de Carvalho. |
| Bruno Soares Reis - atual prefeito de Salvador. | Hexaneto de José Rodrigues Coelho e heptaneto pela linha paterna de Domiciana Vieira de Carvalho e de Valério Coelho Rodrigues. |
| Caio Coelho Damasceno - se destacou como médico e líder político de Paulistana, tendo sido prefeito eleito deste município e deputado estadual do Piauí por quatro mandatos. | Nasceu em Paulistana (1913), filho de Raimundo Coelho Damasceno e Amália Rodrigues Damasceno, era pentaneto por duas linhas paternas do casal Domiciana Vieira de Carvalho e Valério Coelho Rodrigues, por parte de seus dois tetravôs, José Rodrigues Coelho e Manoel Rodrigues Coelho. |
| Deusdedit de Albuquerque Cavalcanti - foi vereador e prefeito de Paulistana. Exerceu três mandatos de deputado estadual no estado do Piauí. | Nasceu em Paulistana (1913), filho de Elpídio José Cavalcanti e Petronila Albuquerque Cavalcanti, era tetraneto de Valério Coelho Rodrigues Filho, de Maria Rodrigues de Santana e de José Rodrigues Coelho, sendo, portanto, pentaneto por três linhas maternas de Domiciana Vieira de Carvalho e de Valério Coelho Rodrigues. |
| Heitor de Albuquerque Cavalcanti - foi deputado estadual do Piauí e deputado federal por quatro mandatos. Nomeado conselheiro do Tribunal de Contas do Estado do Piauí em 1975, presidiu aquela corte de 1985 e 1995. | Nasceu em Paulistana (1924), filho de Elpídio José Cavalcanti e Petronila Albuquerque Cavalcanti, era tetraneto de Valério Coelho Rodrigues Filho, de Maria Rodrigues de Santana e de José Rodrigues Coelho, sendo, portanto, pentaneto por três linhas maternas de Domiciana Vieira de Carvalho e de Valério Coelho Rodrigues. |
| Inácio Francisco de Araújo Costa - foi presidente da província do Piauí (1828 a 1829). Exerceu também o cargo de deputado provincial do Piauí (1835-1837) e (1842 e 1843). | Nasceu no arraial de Paulista (hoje município de Paulistana), na casa de seus avós maternos Domiciana Vieira de Carvalho e Valério Coelho Rodrigues. Filho de Maria Rodrigues de Santana e Marcos Francisco de Araújo Costa. |
| Isaías Rodrigues Coelho - exerceu a medicina durante quase meio século e foi considerado um dos grandes médicos na região Nordeste. O estado do Piauí homenageou esse importante médico, colocando o seu nome no município Isaías Coelho (lei estadual n.° 2549, de 09-12-1963). | Era filho de Joaquim Juscelino Rodrigues Coelho e Gabina Rodrigues de Carvalho, um casal de primos oriundos da tradicional família Coelho Rodrigues de Paulistana, Piauí. Dr. Isaías era tetraneto de Dona Domiciana Vieira de Carvalho e Dom Valério Coelho Rodrigues, por duas linhas de ascendência, por parte de Valério Coelho Rodrigues Filho, José Rodrigues Coelho e Manoel Rodrigues Coelho. |
| José Rodrigues Coelho - foi membro da Junta Trina de Governos da Capitania do Piauí, no ano de 1790, na qualidade de vereador mais velho de Oeiras. | Filho de Domiciana Vieira de Carvalho e Valério Coelho Rodrigues. |
| José Sarney - foi Presidente da República Federativa do Brasil | Hexaneto de Anna Rodrigues de Santana e Manuel de Souza Martins (primeiro do nome), e heptaneto de Domiciana Vieira de Carvalho e Valério Coelho Rodrigues. |
| Lourenço Rodrigues Coelho - foi membro da Junta Trina de Governos da Capitania do Piauí, no ano de 1797, na qualidade de vereador mais velho do senado da câmara de Oeiras. | Nasceu na Fazenda do Paulista, atualmente Paulistana, Piauí. Filho de Domiciana Vieira de Carvalho e Valério Coelho Rodrigues. |
| Manuel de Sousa Martins - governou o Piauí por muitos anos (1825 a 1828; e 1831 a 1843) | Nasceu na Fazenda Serra Vermelha, hoje povoado do município Paulistana, estado do Piauí. Filho de Anna Rodrigues de Santana e Manuel de Souza Martins (primeiro do nome), e neto de Domiciana Vieira de Carvalho e Valério Coelho Rodrigues. |
| Padre Marcos de Araújo Costa - sacerdote, educador benemérito (considerado o patrono da educação no Piauí) e político. Foi Presidente do Conselho Geral da Província do Piauí. Exerceu também o cargo de deputado provincial (1835-1837). O estado do Piauí homenageou esse importante padre, educador e político, colocando o seu nome no município Padre Marcos (lei estadual nº 2566, de 20-01-1964).                                                                                       | Nasceu no arraial de Paulista (hoje município de Paulistana), na casa de seus avós maternos Domiciana Vieira de Carvalho e Valério Coelho Rodrigues. Filho de Maria Rodrigues de Santana e Marcos Francisco de Araújo Costa. |
| Pedro Pullen Parente - foi ministro do Planejamento e ministro-chefe da Casa Civil da Presidência da República, no governo FHC. Presidiu a Petrobrás. | Hexaneto do casal Domiciana Vieira de Carvalho e Valério Coelho Rodrigues, com seis linhas de ascendência paterna, por parte de Josefa Rodrigues de Santana, Anna Rodrigues de Santana, José Rodrigues Coelho e Maria Rodrigues de Santana. |
| Nilo Coelho - foi Governador do Estado de Pernambuco, Senador pelo mesmo Estado e Presidente do Senado Federal. | Era tetraneto de Lourenço Rodrigues Coelho e de Valério Coelho Rodrigues Filho, sendo, portanto, pentaneto por duas linhas paternas de Domiciana Vieira de Carvalho e de Dom Valério Coelho Rodrigues. |
| Simplício de Sousa Mendes - Presidiu a Província do Piauí quatro vezes, na segunda metade do Século XIX. O estado do Piauí homenageou esse importante médico e político, colocando o seu nome no município Simplício Mendes (lei estadual nº 376, de 15-07-1905). | Era bisneto de Manuel de Sousa Martins (primeiro do nome) e Anna Rodrigues de Santana, sendo, portanto, trineto de Domiciana Vieira de Carvalho e Valério Coelho Rodrigues. |
| Wilson Nunes Martins - Foi governador do Piauí entre 2010 e 2014. | Pentaneto de Domiciana Vieira de Carvalho e Valério Coelho Rodrigues. |

## Formação Administrativa

### Surgimento da cidade
No Século XVIII, paulistas e portugueses intensificaram o desbravamento do sertão do sudeste piauiense, em busca de expansão da criação de gado bovino.
A criação do Arraial de Paulistas nas ribeiras do Rio Canindé e a construção de uma capela na Fazenda do Paulista, pertencente ao português Valério Coelho Rodrigues, contribuíram  para o desenvolvimento da comunidade e o surgimento da povoação de Paulista, que depois foi transformada em freguesia e elevada à categoria de vila com o nome de Villa de Paulista.
Primeiro o município foi criado com o nome de Paulista, e mais tarde passou a ser chamado de Paulistana.

### Cronologia da formação administrativa
| Período      | Fato social histórico | Vinculação |
| ------------ | --- | ---------- |
| Século XVIII | 1. Criação de um Arraial de Paulistas nas ribeiras do Rio Canindé; 2. Construção de uma capela na "Fazenda do Paulista", que depois passou a ser chamada de Igreja Nossa Senhora dos Humildes. 3. Surgimento da povoação de Paulista. | Oeiras     |
| 1829         | Instituição de um distrito de Paz na povoação de Paulista. | Oeiras     |
| 1883         | 1. Criação da freguesia de Paulista (resolução provincial nº 1078, de 13-07-1883). 2. Criação da Paróquia de Nossa Senhora dos Humildes, Padroeira da Comunidade).                                                                    | Jaicós     |
| 1885         | Criação da Villa de Paulista, desmembrando-se de Jaicós (resolução provincial nº 1137, de 20-07-1885). Instalada em 25 de dezembro de 1885.                                                                                           | Paulista   |
| 1888         | No dia 14 de agosto de 1888, a vila Paulista foi provida canonicamente. | Paulista   |
| 1895         | Criação dos distritos de Conceição e Santa Maria, e anexados ao município de Paulista (lei municipal nº 4, de 02-04-1895). | Paulista   |
| 1931         | Extinção do município (decreto estadual nº 1279, de 26-06-1931), voltando a ser distrito, e seu território foi anexado ao município de Jaicós.                                                                                        | Jaicós     |
| 1933         | Elevação à categoria de município, com a denominação de Paulista, desmembrando-se de Jaicós (decreto estadual nº 1478, de 04-09-1933).                                                                                                | Paulista   |
| 1938         | Paulista adquiriu a categoria de Cidade. O dia 15 de dezembro de 1938 é a data oficial de fundação do município. | Paulista   |
| 1943         | O nome do município Paulista passou a ser denominado de Paulistana (por meio do decreto-lei estadual nº 754, de 30-12-1943). | Paulistana |

### Hino de Paulistana
Criação do Hino de Paulistana, com letra e música de autoria do professor Walfredo José da Costa, por meio da Lei Municipal nº 56, de 2 de maio de 1988.

## Povoados ou distritos

### desmembramento e novos municípios
Em 1954, o distrito de Conceição foi desmembrado de Paulistana e foi criado o município de Conceição do Canindé, regulamentado pela lei estadual nº 924, de 12-02-1954.
A Constituição Estadual de 05 de outubro de 1989 (artigo 35, inciso II, do Ato das Disposições Constitucionais Transitórias) criou novos municípios, desmembrando povoados de Paulistana:
1. Em 1992, o povoado de Jacobina foi desmembrado de Paulistana e elevado à categoria de município com a denominação de Jacobina do Piauí, pela lei estadual nº 4477, de 29-04-1992. Instalado em 01-01-1993.
2. Em 1992, o povoado de Queimada Nova foi desmembrado de Paulistana e elevado à categoria de município com a denominação de Queimada Nova, pela lei estadual nº 4477, de 29-04-1992. Instalado em 01-01-1993.
3. Em 1992, o povoado de Betânia foi desmembrado de Paulistana e elevado à categoria de município com a denominação de Betânia do Piauí, pela lei estadual nº 4680 de 26 de janeiro de 1994, com instalação oficial em 01 de janeiro de 1997.

Em 1995, o povoado de Acauã foi desmembrado de Paulistana e elevado à categoria de município com a denominação de Acauã, pela lei estadual nº 4.810, de 14-12-1995, com instalação oficial em 01 de janeiro de 1997.

### Povoados atuais
Atualmente, Paulistana tem sete povoados:
1. Aroeiras
2. Barro Vermelho
3. Caraibeira
4. Itaizinho
5. Tigre
6. São Martinho
7. Serra Vermelha

### Povoado Itaizinho
A comunidade do Itaizinho foi fundada no ano de 1959, na zona rural do município, distante aproximadamente 28 Km da cidade de Paulistana, Piauí.  O povoado fica nas ribeiras do Itaim, localizado em um alto, nas ribanceiras do Riacho Grande (conhecido também como Rio Grande ou Riacho do Itaizinho), vizinho ao Povoado Serra Vermelha. A rodovia PI-142, que liga Paulistana ao município de Simões, passa pelo Itaizinho.
A comunidade do Itaizinho conta com  escola da rede municipal (Unidade Escolar Antônio José da Cruz).
Na segunda metade do Século XVIII, a localidade era conhecida como "Fazenda Itainzinho", que pertencia ao português Valério Coelho Rodrigues, ligada ao município de Jaicós.

### Povoado Serra Vermelha
O Povoado Serra Vermelha fica na zona rural do município, distante aproximadamente 40 Km da cidade de Paulistana, vizinho ao Povoado Itaizinho, na Ribeira do Itaim.
Na segunda metade do Século XVIII, a localidade era conhecida como "Fazenda Serra Vermelha", que pertencia ao português Manuel de Souza Martins (o primeiro dos nomes), casado com Anna Rodrigues de Santana, moradores da referida fazenda. 
|  |  |  |  |                         |                         | Valério Coelho Rodrigues | Valério Coelho Rodrigues | Valério Coelho Rodrigues                    | Valério Coelho Rodrigues | Valério Coelho Rodrigues | Valério Coelho Rodrigues |                          |                          |                          |                          |                          |                          | Domiciana Vieira de Carvalho | Domiciana Vieira de Carvalho | Domiciana Vieira de Carvalho | Domiciana Vieira de Carvalho | Domiciana Vieira de Carvalho | Domiciana Vieira de Carvalho |               |               |
|  |  |  |  |                         |                         | Valério Coelho Rodrigues | Valério Coelho Rodrigues | Valério Coelho Rodrigues                    | Valério Coelho Rodrigues | Valério Coelho Rodrigues | Valério Coelho Rodrigues |                          |                          |                          |                          |                          |                          | Domiciana Vieira de Carvalho | Domiciana Vieira de Carvalho | Domiciana Vieira de Carvalho | Domiciana Vieira de Carvalho | Domiciana Vieira de Carvalho | Domiciana Vieira de Carvalho |               |               |
|  |  |  |  |                         |                         |                          |                          |                                             |                          |                          |                          |                          |                          |                          |                          |                          |                          |                              |                              |                              |                              |                              |                              |               |               |
|  |  |  |  |                         |                         |                          |                          |                                             |                          |                          |                          |                          |                          |                          |                          |                          |                          |                              |                              |                              |                              |                              |                              |               |               |
|  |  |  |  | Manuel de Sousa Martins | Manuel de Sousa Martins | Manuel de Sousa Martins  | Manuel de Sousa Martins  | Manuel de Sousa Martins                     | Manuel de Sousa Martins  |                          |                          | Ana Rodrigues de Santana | Ana Rodrigues de Santana | Ana Rodrigues de Santana | Ana Rodrigues de Santana | Ana Rodrigues de Santana | Ana Rodrigues de Santana |                              |                              | (+ 15 filhos)                | (+ 15 filhos)                | (+ 15 filhos)                | (+ 15 filhos)                | (+ 15 filhos) | (+ 15 filhos) |
|  |  |  |  | Manuel de Sousa Martins | Manuel de Sousa Martins | Manuel de Sousa Martins  | Manuel de Sousa Martins  | Manuel de Sousa Martins                     | Manuel de Sousa Martins  |                          |                          | Ana Rodrigues de Santana | Ana Rodrigues de Santana | Ana Rodrigues de Santana | Ana Rodrigues de Santana | Ana Rodrigues de Santana | Ana Rodrigues de Santana |                              |                              | (+ 15 filhos)                | (+ 15 filhos)                | (+ 15 filhos)                | (+ 15 filhos)                | (+ 15 filhos) | (+ 15 filhos) |
|  |  |  |  |                         |                         |                          |                          |                                             |                          |                          |                          |                          |                          |                          |                          |                          |                          |                              |                              |                              |                              |                              |                              |               |               |
|  |  |  |  |                         |                         |                          |                          | Manuel de Sousa Martins (o segundo do nome) |                          |                          |                          |                          |                          |                          |                          |                          |                          |                              |                              |                              |                              |                              |                              |               |               |

Foi na Fazenda Serra Vermelha que nasceu Manuel de Sousa Martins (o segundo dos nomes), em 8 de dezembro de 1767, Visconde da Parnaíba,  que governou a Província do Piauí por muitos anos. Na ocasião, a localidade era ligada a Oeiras; depois, passou a pertencer a Jaicós, e hoje, povoado Serra Vermelha, localizado no município de Paulistana, Piauí.

## Comunidades quilombolas
No município de Paulistana, existem seis comunidades certificadas como remanescente de quilombo pelo Governo Federal:
| Nome atribuído          | Registro/Ato normativo da certificação |
| ----------------------- | --- |
| Quilombo Barro Vermelho | Registrada no Livro de Cadastro Geral n.º 014, Registro nº1.685, fl.102 - Processo FCP nº 01420.010409/2012- 06. Processo INCRA nº 54380.001387/2014-27. Portaria nº 190, de 28 de setembro de 2012, publicada no Diário Oficial da União de 1 de outubro de 2012. |
| Quilombo Contente       | Processo FCP nº 01420.003189/2010-94; Processo INCRA nº 54380.000192/2011-17 Portaria nº 104, de 29 de maio de 2023, publicada no Diário Oficial da União (DOU) de 6 de junho de 2023.                                                                             |
| Quilombo São Martins    | Processo FCP nº 01420.002378/2005-82; Processo INCRA nº 54380.001130/2011-22. Portaria nº 11/2006, publicada no Diário Oficial da União (DOU) de 7 de junho de 2006.                                                                                               |
| Quilombo Chupeiro       | Processo FCP nº 01420.002374/2005-02; Processo INCRA nº 54380.001734/2004-40. Portaria nº 05/2006, publicada no Diário Oficial da União (DOU) de 24 de março de 2006.                                                                                              |
| Quilombo Angical        | Processo FCP nº 01420.002375/2005-49; Processo INCRA nº 01420.002375/2005-49. Portaria nº 08/2006, publicada no Diário Oficial da União (DOU) de 12 de maio de 2006.                                                                                               |
| Quilombo Sombrio        | Processo FCP nº 01420.014964/2014-61 Portaria nº 104/2016, publicada no Diário Oficial da União (DOU) de 20 de maio de 2016. |

## Lista de Prefeitos
| Início     | Término    | Prefeito                         |       |
| ---------- | ---------- | -------------------------------- | ----- |
| 2025       | 2028       | Osvaldo Mamédio da Costa         | MDB   |
| 2021       | 2024       | Joaquim Júlio Coelho             | PSD   |
| 2017       | 2020       | Gilberto José de Melo            | PSB   |
| 2013       | 2016       | Gilberto José de Melo            | PSB   |
| 2009       | 2012       | Luiz Coelho da Luz Filho         | PMDB  |
| 2005       | 2008       | Luiz Coelho da Luz Filho         | PMDB  |
| 2001       | 2004       | Helena Gomes Rosendo de Oliveira | PSDB  |
| 1997       | 2000       | Luiz Coelho da Luz Filho         | PMDB  |
| 1993       | 1996       | João Crisóstomo de Oliveira      | PTB   |
| 1989       | 1992       | Manoel Luis Cunha Cavalcanti     | PDS   |
| 01/02/1983 | 1988       | Evaldo Macedo Cavalcante         | PDS   |
| 15/01/1983 | 30/01/1983 | José Humberto Peregrino Cunha    | -     |
| 1977       | 14/01/1983 | Miguel Arcanjo Cavalcante        | ARENA |
| 1973       | 1976       | Deusdedit Cavalcanti             | ARENA |
| 1971       | 1972       | Walfredo Coelho Damasceno        | ARENA |
| 1967       | 1970       | Antônio Ferreira Damasceno       | ARENA |
| 1963       | 1966       | -                                | -     |
| 1959       | 1962       | Raimundo Ferreira Damasceno      | PSD   |
| 1955       | 1958       | Hucênio Coelho Damasceno         | PSD   |
| 1952       | 1954       | -                                |       |
| 1948       | 1951       | Caio Coelho Damasceno            | PSD   |
| 1948       | 1948       | José Araújo Amorim (3 meses)     |       |
| 1938       | 1947       | Raimundo Coelho Damasceno        |       |

## Clima
Segundo dados do Instituto Nacional de Meteorologia (INMET), referentes ao período de 1975 a 1985 e a partir de 1993, a menor temperatura registrada em Paulistana foi de 15,3 °C em 29 de maio de 1984, e a maior atingiu 40,8 °C em 13 de novembro de 2015. O maior acumulado de precipitação em 24 horas foi de 128,4 milímetros (mm) em 19 de novembro de 2014, seguido por 124,8 mm em 16 de fevereiro do mesmo ano. Janeiro de 2004, com 544,2 mm, foi o mês de maior precipitação.
| Dados climatológicos para Paulistana | Dados climatológicos para Paulistana | Dados climatológicos para Paulistana | Dados climatológicos para Paulistana | Dados climatológicos para Paulistana | Dados climatológicos para Paulistana | Dados climatológicos para Paulistana | Dados climatológicos para Paulistana | Dados climatológicos para Paulistana | Dados climatológicos para Paulistana | Dados climatológicos para Paulistana | Dados climatológicos para Paulistana | Dados climatológicos para Paulistana | Dados climatológicos para Paulistana |
| Mês | Jan                                  | Fev                                  | Mar                                  | Abr                                  | Mai                                  | Jun                                  | Jul                                  | Ago                                  | Set                                  | Out                                  | Nov                                  | Dez                                  | Ano                                  |
| --- | ------------------------------------ | ------------------------------------ | ------------------------------------ | ------------------------------------ | ------------------------------------ | ------------------------------------ | ------------------------------------ | ------------------------------------ | ------------------------------------ | ------------------------------------ | ------------------------------------ | ------------------------------------ | ------------------------------------ |
| Temperatura máxima recorde (°C) | 39,4                                 | 39                                   | 39,2                                 | 37,7                                 | 37,6                                 | 36,8                                 | 35,6                                 | 38                                   | 39,4                                 | 39,6                                 | 40,8                                 | 39,4                                 | 40,8                                 |
| Temperatura máxima média (°C) | 32,4                                 | 32                                   | 31,5                                 | 31,7                                 | 32                                   | 31,4                                 | 31,4                                 | 32,5                                 | 34,4                                 | 35,6                                 | 35                                   | 33,9                                 | 32,8                                 |
| Temperatura média compensada (°C) | 26,9                                 | 26,4                                 | 26,1                                 | 26,3                                 | 26,5                                 | 25,8                                 | 25,7                                 | 26,5                                 | 28,3                                 | 29,5                                 | 29,2                                 | 28,2                                 | 27,1                                 |
| Temperatura mínima média (°C) | 22,2                                 | 22,2                                 | 21,9                                 | 21,9                                 | 21,7                                 | 20,8                                 | 20,5                                 | 20,9                                 | 22,3                                 | 23,6                                 | 24                                   | 23,4                                 | 22,1                                 |
| Temperatura mínima recorde (°C) | 16,4                                 | 17,9                                 | 17,1                                 | 17,4                                 | 15,3                                 | 16                                   | 15,5                                 | 16,7                                 | 16,9                                 | 18,5                                 | 17,7                                 | 16,8                                 | 15,3                                 |
| Precipitação (mm) | 129,3                                | 113,2                                | 165,1                                | 49,7                                 | 22,4                                 | 3,8                                  | 1,3                                  | 0,3                                  | 3,5                                  | 21,8                                 | 55,8                                 | 69                                   | 635,2                                |
| Dias com precipitação (≥ 1 mm) | 9                                    | 7                                    | 11                                   | 5                                    | 2                                    | 1                                    | 0                                    | 0                                    | 0                                    | 2                                    | 5                                    | 7                                    | 49                                   |
| Umidade relativa compensada (%) | 66,4                                 | 70,9                                 | 75                                   | 70,5                                 | 63,3                                 | 57,9                                 | 55                                   | 49,5                                 | 44,3                                 | 44                                   | 50                                   | 58,1                                 | 58,7                                 |
| Insolação (h) | 210,2                                | 183,2                                | 206,9                                | 218,8                                | 247,6                                | 249,8                                | 274,2                                | 302,3                                | 302,9                                | 294,7                                | 259,1                                | 232,7                                | 2 982,4                              |
| Fonte: Instituto Nacional de Meteorologia (INMET) (normal climatológica de 1981-2010; recordes de temperatura: 22/09/1975 a 31/12/1985 e 01/01/1993-presente) |                                      |                                      |                                      |                                      |                                      |                                      |                                      |                                      |                                      |                                      |                                      |                                      |                                      |

## Saúde
Não houve evolução na demanda dos serviços oficiais de saúde no município (atenção básica) entre 2005 e 2009, segundo dados do IBGE (censo 2010). Ao contrário, no que tange à atenção básica (SUS), o município ampliou, de forma tímida, apenas o serviço ambulatorial, de 8 para 12 estabelecimentos. Em 2013, o município conta com oito equipes do Programa de saúde da família (PSF), 6 equipes de saúde bucal (PSB) e 1 equipe do núcleo de apoio a saúde da família (NASF 1). Além de serviços de suma importância como o Centro de especialidades odontológicas (CEO II), o Centro de atenção Psico-social (CAPS), Serviço de Atendimento Móvel de Urgência (SAMU) e SOS Paulistana. O Hospital Regional Mariana Pires Ferreira, que serve de referência para as cidades circunvizinhas e era de gestão estadual foi municipalizado.
O município conta com quatro unidades hospitalares (três privadas e uma pública), um centro integrado de fisioterapia e oito postos de saúde, além de 51 agentes comunitários de saúde.
Em 2009, o município implantou o Programa Saúde nas Escolas programa intersetorial(saúde-educação) que oferece serviços de saúde aos alunos em idade escolar, no ambiente e horário das aulas, trata-se do Programa Saúde nas Escolas (PSE) do governo federal.

## Esporte
No esporte Paulistana vem se destacando com sua forte Seleção de futebol, que se tornou uma das principais do estado no ano de 2006, ficando com o 4º lugar no campeonato estadual. Para a prática de esportes a prefeitura já fez a inauguração de três quadras poliesportivas na cidades.
O futebol sempre foi uma paixão municipal e seu campeonato intermunicipal sempre foi muito forte, devido ao intercâmbio com as regiões de Picos - PI e Petrolina - PE.
Outro destaque no município é a Peteca. A cidade é uma das pioneiras em todo a região nordeste e já conta com algumas dezenas de adeptos. A equipe da cidade tem participado de competições interestaduais.

## Religiosidade
Em Paulistana, a maioria da população é católica, como forma de herança da religiosidade trazida com os colonos de origem portuguesa a região, mas já é possível encontrar no município adeptos de outras religiosidades, como Testemunhas de Jeová, evangélicos, espíritas, umbandistas e outras religiões minoritárias. Em 2011, o município foi cenário do documentário A Teia Pagã, que registrou a presença de adeptos do neo-paganismo no município.
O principal e mais antigo templo religioso da cidade é a Igreja Matriz de Nossa Senhora dos Humildes. Dados históricos revelam que a capela foi construída na segunda metade do século XVIII, passando por reformas e ampliações ao longo dos anos. Em virtude do crescente desenvolvimento da povoação, foi instituído um Juizado de Paz em 1829, e, em 1883, foi criada a Paróquia de Nossa Senhora dos Humildes, Padroeira da Cidade.
Os festejos de Nossa Senhora Dos Humildes, também conhecidos como a festa de Agosto, tiveram início no ano de 1841. São celebrados no dia 15 de Agosto.
A centenária imagem da padroeira chegou a igreja no ano de 1890, através da beata Etelvina e outras beatas da vila. A primeira versão conta que a imagem veio de Crato-CE, a segunda versão conta que veio da Bahia. 
A Paróquia foi instalada no dia 15 de Agosto de 1888 e seu primeiro pároco foi o padre Francisco Álvares Teixeira.
A história do município se inicia com chegada de Dom Valério Coelho Rodrigues, Nobre de Portugal a região, atraído pela riqueza hídrica e potencialidades do terreno fértil da região, logo fundou uma fazenda de gado, a qual chamava-se Paulista, como forma de homenagear sua esposa Dona Domiciana Vieira de Carvalho. Com o progresso advindo das atividades agropecuárias logo a região começou a ser povoada outros imigrantes portugueses, baianos e paulistas.
Dom Valério Coelho Rodrigues era filho de Domingos Coelho e sua mulher Águeda Rodrigues, ambos provenientes de famílias com origens na fidalguia portuguesa. Valério Coelho Rodrigues morou em São Paulo, onde se casou com Dona Domiciana Vieira de Carvalho, filha de abastados comerciantes, também de origem portuguesa, estabelecidos em São Paulo.
Posterior ao casamento de Dom Valério Coelho Rodrigues com Dona Domiciana Vieira de Carvalho, referida como Domiciana Rodrigues, após o casamento, o casal se mudou e fixaram-se em caráter definitivo na Província do Piauí, onde foi instalado o assentamento da "Fazenda Paulista", atual cidade de Paulistana (Piauí), onde Valério Coelho fez grande fortuna e gerou vasta família com descendência que se projeta na política nacional do Brasil até os dias de hoje. Uma curiosidade a respeito da Fazenda Paulista é que a mesma recebeu esse nome como uma forma de Dom Valério Coelho Rodrigues homenagear sua querida esposa, filha do paulista Hilário Vieira de Carvalho.

## Cidades-irmãs
- Acauã, Piauí, Brasil
- Jacobina do Piauí, Piauí, Brasil
- Afrânio, Pernambuco, Brasil
- Betânia do Piauí, Piauí, Brasil
- Queimada Nova, Piauí, Brasil